# Karpfen
Der Karpfen (Cyprinus carpio) ist eine der bekanntesten europäischen Fischarten und als Typusart der Gattung Cyprinus sowohl im Deutschen als auch in der Fachsprache Namensgeber der Familie der Karpfenfische (Cyprinidae), der Überfamilie der Karpfenfischähnlichen (Cyprinoidei) und der Ordnung der Karpfenartigen (Cypriniformes). Er ist seit der Antike ein beliebter Speisefisch, der häufig in Fischteichen angezogen wird und dazu auch in zahlreichen Ländern weltweit eingeführt wurde, wo er teilweise als invasive Art auftritt. Der Wildbestand gilt dagegen heute als bedroht.

## Merkmale

### Wildform
Die Wildform des Karpfens ist langgestreckt und seitlich wenig abgeflacht mit vollständig beschupptem Körper. Der Rücken ist olivgrün mit helleren Flanken und gelblichem bis weißlichem Bauch. Karpfen erreichen meist eine Länge von 35 bis 80 Zentimeter, können in Einzelfällen bis 120 Zentimeter lang und über 40 Kilogramm schwer werden. Der aktuelle Rekordkarpfen, der am 23. November 2018 am ungarischen Euro Aqua See gefangen wurde, wies ein Gewicht von 51,2 Kilogramm auf.

Schlundzähne des Karpfens am 5. Kiemenbogen

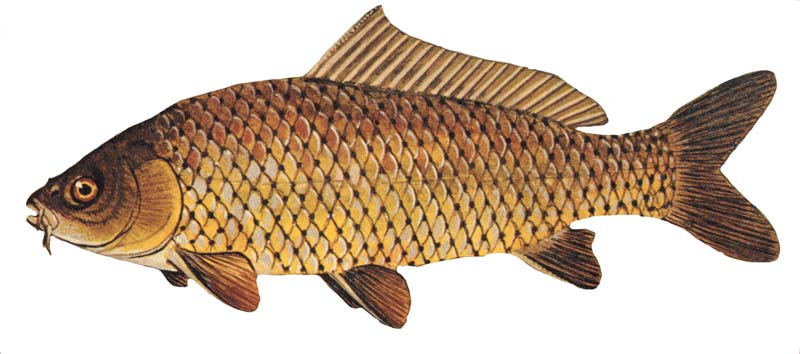
Wildform des Karpfens

Der Kopf ist langgestreckt und kegelförmig mit kleinem Auge und zu einem Rüssel ausstülpbarem Maul. Wie alle anderen Karpfenfische besitzt der Karpfen keine Zähne am Kiefer, dafür drei Reihen kräftiger, backenzahnähnlicher Schlundzähne, von denen je auf jeder Kieferseite die äußeren beiden Reihen je einen und die innerste drei Zähne aufweist (Schlundzahnformel 1.1.3-3.1.1). Im Gegensatz zu den anderen in Europa vorkommenden Karpfenfischen hat er zwei Paar Barteln seitlich an der Oberlippe, von denen das vordere Paar kürzer ist. Die Schuppen sind sehr groß und kräftig. Entlang der Flanken verläuft eine ununterbrochene Seitenlinie durch 33–40 Schuppen. Die lange Rückenflosse weist 3 bis 4 Hart- und 17 bis 23 Weichstrahlen auf, die Afterflosse 2 bis 3 Hart- und 5 bis 6 Weichstrahlen. Die Schwanzflosse ist tief gekerbt und weist drei Hart- und 17 bis 19 Weichstrahlen auf. Alle diese unpaaren Flossen sind undurchsichtig dunkelgrau bis bräunlich mit bläulichem Schein. Die paarigen Brust- und Bauchflossen können dagegen auch rötlich sein. Erstere weisen einen Hart- und 15–16 Weichstrahlen auf, letztere zwei Hart- und 8 bis 9 Weichstrahlen.
Der ostasiatische Karpfen wurde früher häufig als Unterart Cyprinus carpio haematopterus der europäischen Unterart Cyprinus carpio carpio gegenübergestellt. Erstere wird jedoch mittlerweile meist als eigene Art Cyprinus rubrofuscus angesehen. Vom europäischen Karpfen unterscheidet sich diese Art durch eine geringere Zahl von Schuppen entlang der Seitenlinie, eine höhere Zahl von Rückenflossenstrahlen und eine silbrige Körperfarbe mit rötlichen unteren Flossen.
Die Wildform des Karpfens gilt in Deutschland als bedroht. 2019 startete im Landkreis Karlsruhe ein Artenschutzprojekt finanziert durch die Fischereiabgabe.

### Zuchtformen

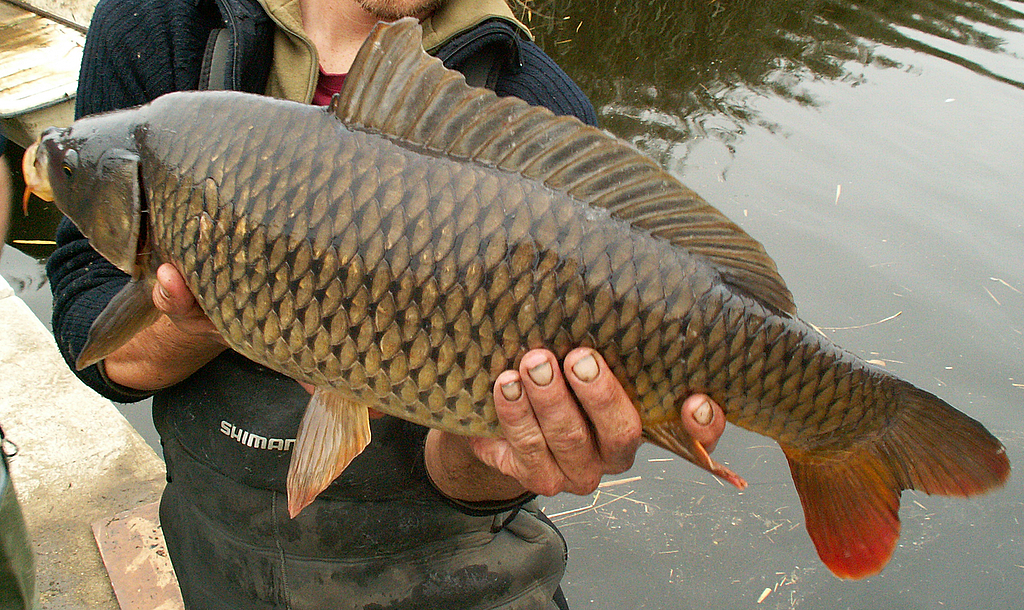
Schuppenkarpfen

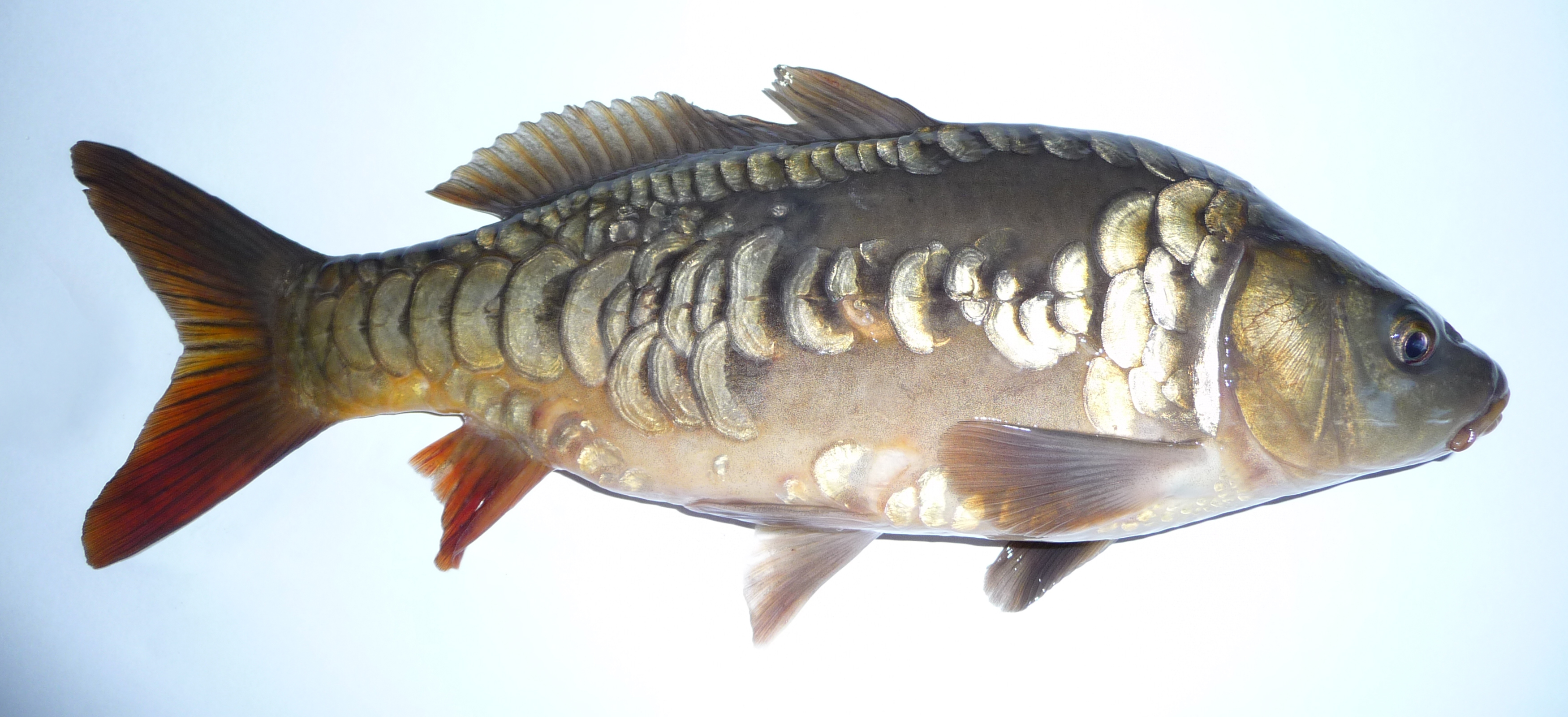
Zeilkarpfen

Spiegelkarpfen

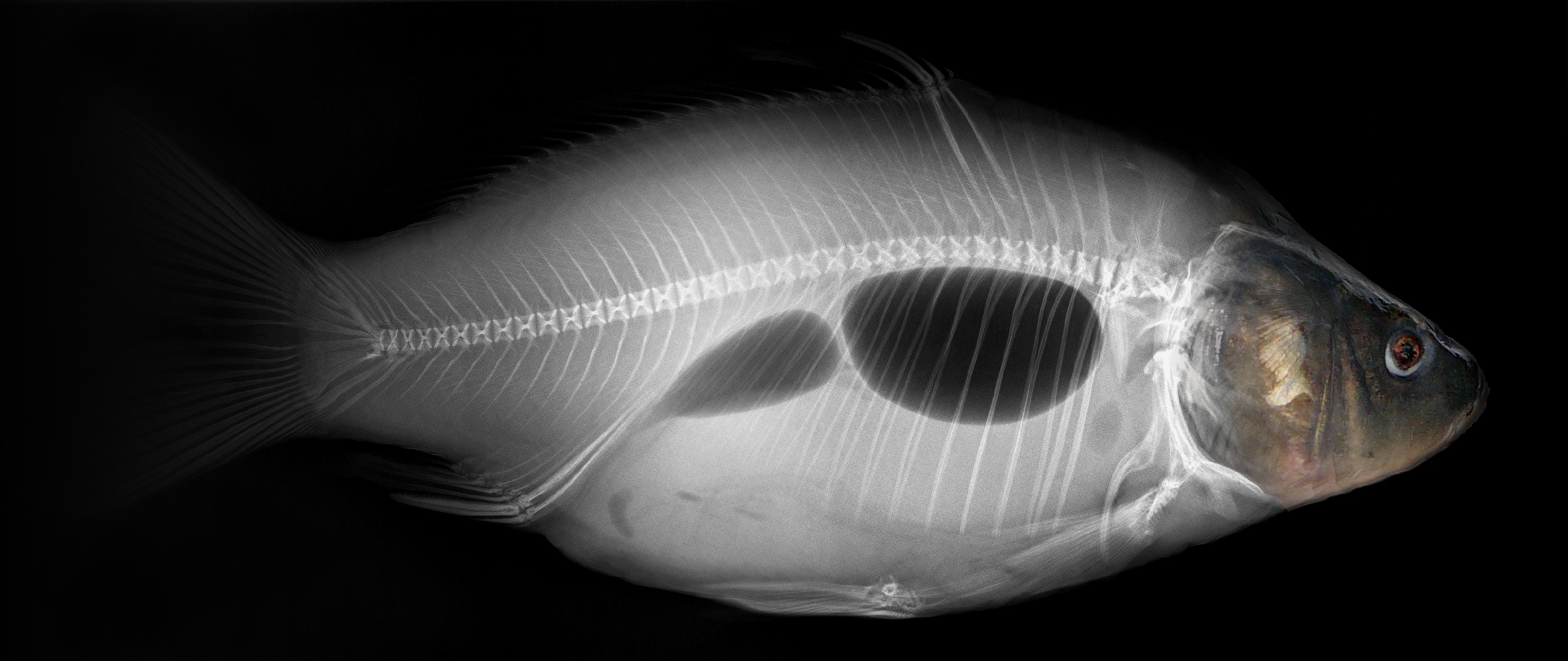
Fusionsbild eines Karpfens

Die verschiedenen Zuchtformen des Karpfens sind meist gedrungener und mehr oder weniger ausgeprägt hochrückig. Sie weisen auch meist ein schnelleres Wachstum als die Wildform auf. Die Schuppen können dabei verschieden stark reduziert sein, wodurch sich folgende Formen unterscheiden lassen:
- Schuppenkarpfen haben noch ein vollständig erhaltenes Schuppenkleid.
- Zeilkarpfen weisen weniger Schuppen auf, es ist eine Reihe großer Schuppen entlang der Seitenlinie erhalten.
- Spiegelkarpfen weisen nur noch wenige, an der Oberseite verteilte Schuppen an den sonst schuppenlosen Seiten auf.
- Lederkarpfen oder Nacktkarpfen sind schuppenlos.
- Two Toned Carps sind Spiegel- oder Schuppenkarpfen, die ein charakteristisches zweifarbiges Muster aufweisen. Meist besitzen sie einen dunkleren Kopf und ein helleres Hinterteil.[7]
- Fully Scaled Mirror Karpfen sind regelmäßig vollbeschuppte Spiegel- oder Zeilkarpfen, die unter Karpfenanglern den höchsten Stellenwert haben.[7]
- Ghost Carps (Geisterkarpfen) sind Hybriden aus Spiegel- und Koikarpfen, die ein gezieltes Zuchtprodukt darstellen und in dieser Form in der Natur nicht vorkommen.[7]
- F1-Karpfen sind Karpfen der F1-Tochtergeneration einer Kreuzung aus Schuppenkarpfen und Karausche, die aufgrund ihrer Schnellwüchsigkeit häufig in kommerziellen Angelteichen gesetzt werden[7]

Bei den ostasiatischen Farbkarpfen (Koi) handelt es sich um Zuchtformen, die wahrscheinlich auf Cyprinus rubrofuscus oder Hybride zurückgehen.

### Genom
Das Genom von Cyprinus carpio besteht aus 100 Chromosomen  (2n = 100) mit 52.610 Protein-codierenden Genen. Das sind mehr als doppelt so viele wie beim Menschen. Ein Forscherteam um Xiaowen Sun von der Chinese Academy of Fishery Sciences entschlüsselte es bis 2013.

## Verbreitung
Das nach-eiszeitliche Verbreitungsgebiet der Stammform des domestizierten Karpfens umfasste die Zuflüsse von Schwarzem Meer, Kaspischem Meer und Aralsee. Dieses Gewässersystem schließt im Westen die Donau ein und erstreckt sich im Osten über große Teile Sibiriens und Chinas. Von dieser Wildkarpfenverbreitung zeugen die nicht sicher bestimmten Unterarten Cyprinus carpio haematopterus in Ostasien und Cyprinus carpio carpio in Ost-Europa. Historisch schwankte die Verbreitung wahrscheinlich klimaabhängig. So kam der Karpfen vor 8000 Jahren auch im Oberlauf der Donau vor, und im Bodensee sowie ehemals im Neckar sind wildkarpfenähnliche Bestände unklaren Ursprungs bekannt. Die Verbreitung des Karpfens westlich des Einzugsbereiches der Donau geht sicher auf menschlichen Einfluss zurück. Durch den Menschen wurde die Art weltweit in zahlreichen Ländern eingeführt. Dort erweist er sich teilweise als Schädling (siehe Liste der 100 gefährlichsten Neobiota).
Ein europäisches Forscherteam veröffentlichte 2020 eine Studie, nach der ein kleiner Anteil der Karpfeneier die Verdauung in Stockenten überlebt (ca. 0,2 Prozent). Dies galt bisher nur bei einigen tropischen Fischarten als möglich. Ein Einfluss dieses Mechanismus auf die invasive Ausbreitung des Karpfens mancherorts wurde diskutiert, jedoch als gering eingeschätzt.

## Lebensweise

### Habitat
Karpfen werden im warmen, flachen Süßwasser gesetzt, wie etwa in Teichen, Baggerseen und langsam strömenden warmen Bereichen von Flüssen. Sie gehen bis in die Brackwasserregion der großen Ströme. Die Überwinterung erfolgt in tieferen Bereichen von Seen oder in speziellen tiefer angelegten Winterungsteichen der Teichwirtschaft, die nicht bis zum Grund durchgefrieren können.

### Ernährung
Als Friedfisch ernährt sich der Karpfen als Jungtier von Zooplankton, später hauptsächlich von am Boden lebenden Kleinlebewesen wie Insektenlarven, Schnecken und Würmern.

### Fortpflanzung

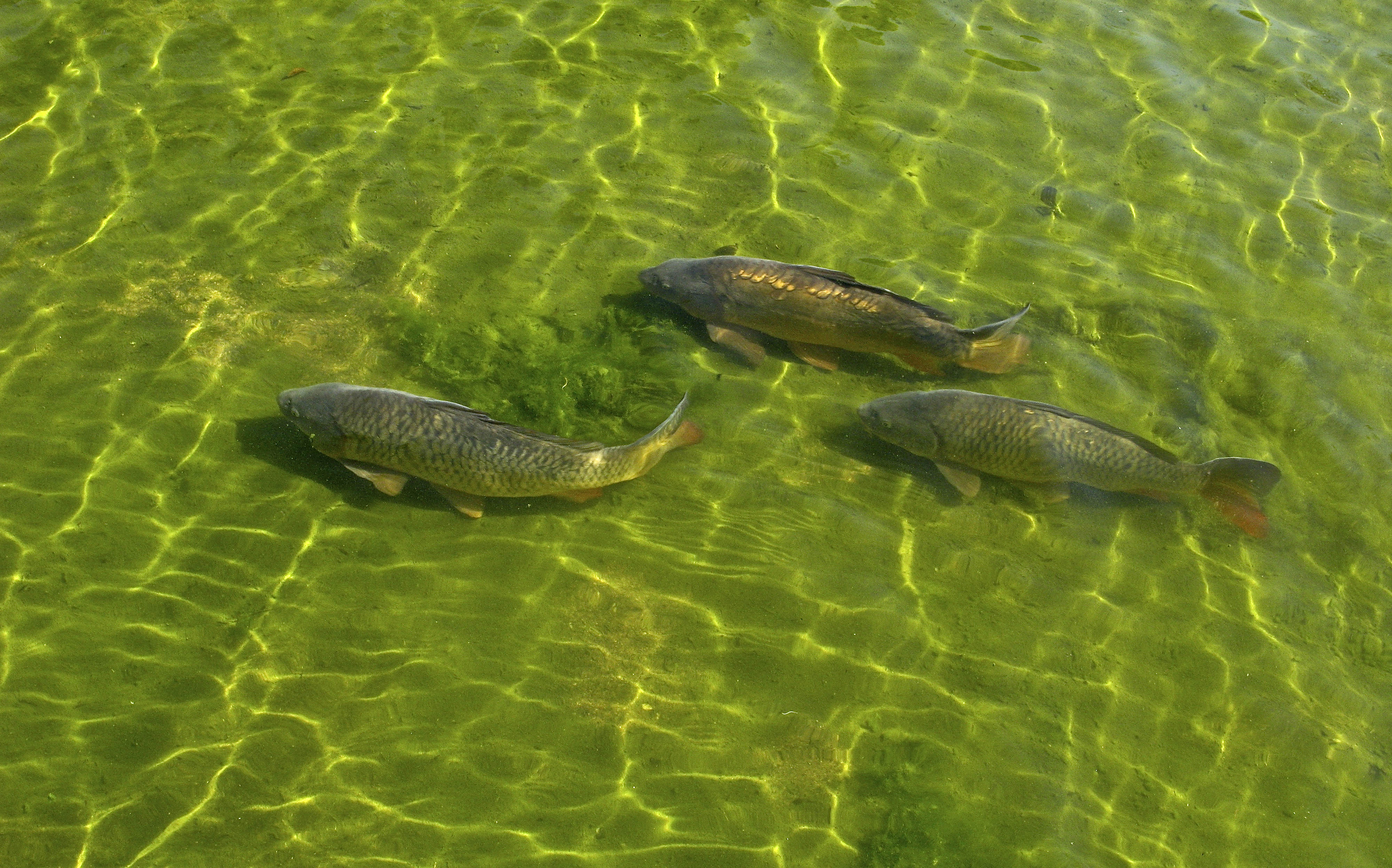
Unterschiedliche Karpfenzuchtformen

Unter Fischern heißen die Weibchen Rogner und die Männchen Milchner. Zur Paarung treffen sich die Karpfen in flachen, wärmeren und pflanzenreichen Gewässerbereichen. Das Männchen treibt das Weibchen im Laichspiel. Es dient der Synchronisation der Laichbereitschaft. Nach dem Treiben stößt das Männchen mit dem Maul mehrfach gegen die Flanke des Weibchens. Dieses gibt daraufhin Eier ins Wasser ab. Anschließend gibt das Männchen seinen Samen hinzu. Es findet eine äußere Befruchtung im Wasser statt. Das Weibchen legt, je nach Alter und Größe, rund 1,5 Millionen Eier ab. Die befruchteten Eier heften sich an Pflanzen. Nach dem Ablaichen schwimmen die Elternfische wieder in ihr ursprüngliches Gewässer zurück. Es erfolgt keine Brutpflege. Häufig wird bei solchen Paarungsspielen die Schleimhaut der Fische stark verletzt. Nach der Laichzeit werden oft tote Fische angetrieben, die einer Pilzinfektion zum Opfer gefallen sind.
Zwischen dem dritten und achten Tag schlüpft der Brütling mit dem Kopf voran aus der Eihülle. Die Fische sinken dabei zu Boden, weil die Schwimmblase noch nicht mit dem nötigen Gasgemisch gefüllt ist. Kurze Zeit nach dem Schlüpfen ernähren sie sich noch von dem Dottersack an ihrem Bauch, der allmählich aufgezehrt wird. Dann beginnen sie, planktische Kleintiere aufzunehmen, zuerst die kleineren Rädertiere, mit dem Heranwachsen auch Kleinkrebse.

## Karpfen und Mensch

### Geschichte

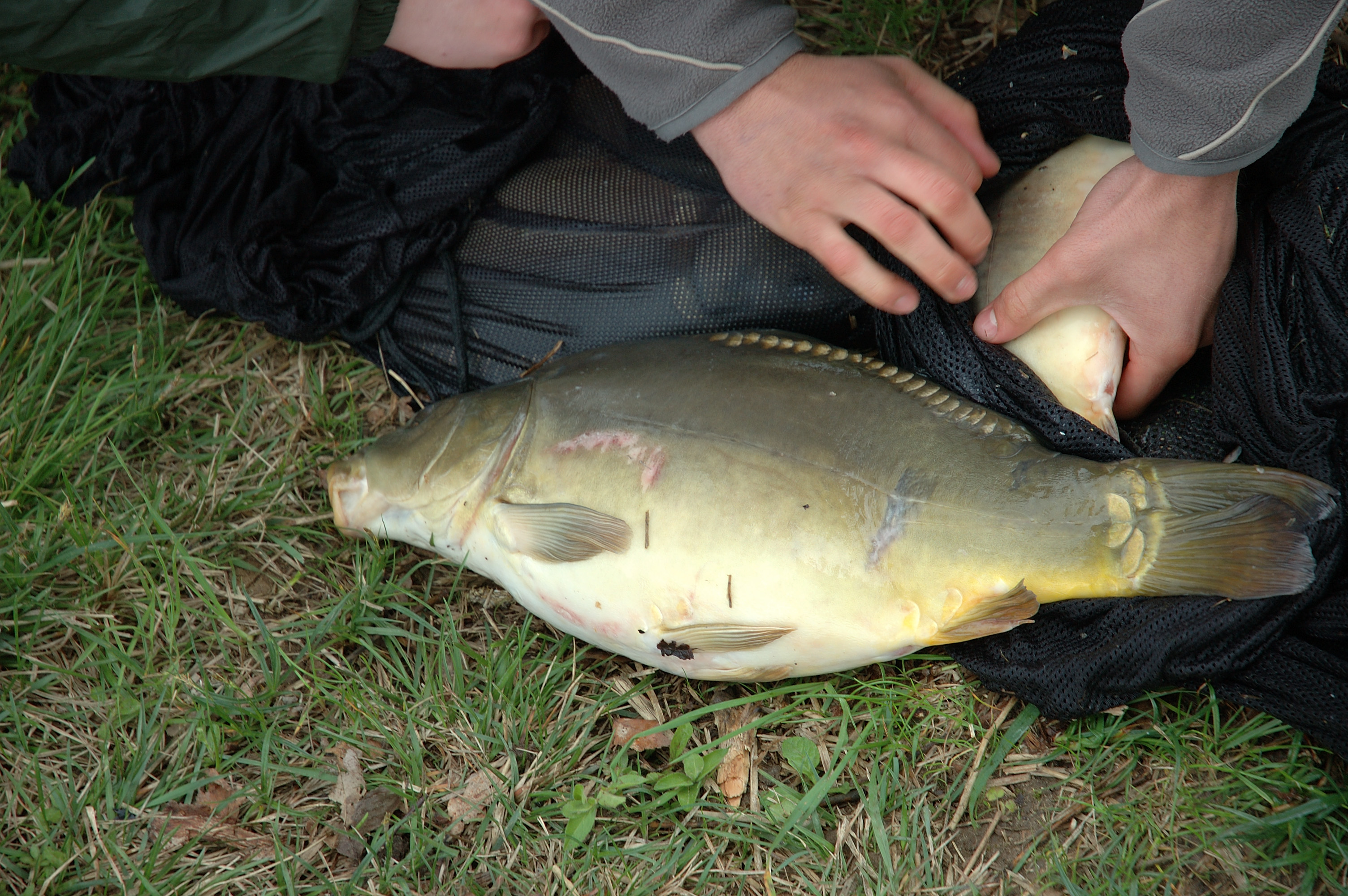
Dieser Karpfen wurde gerade aus dem sog. Karpfensack geholt

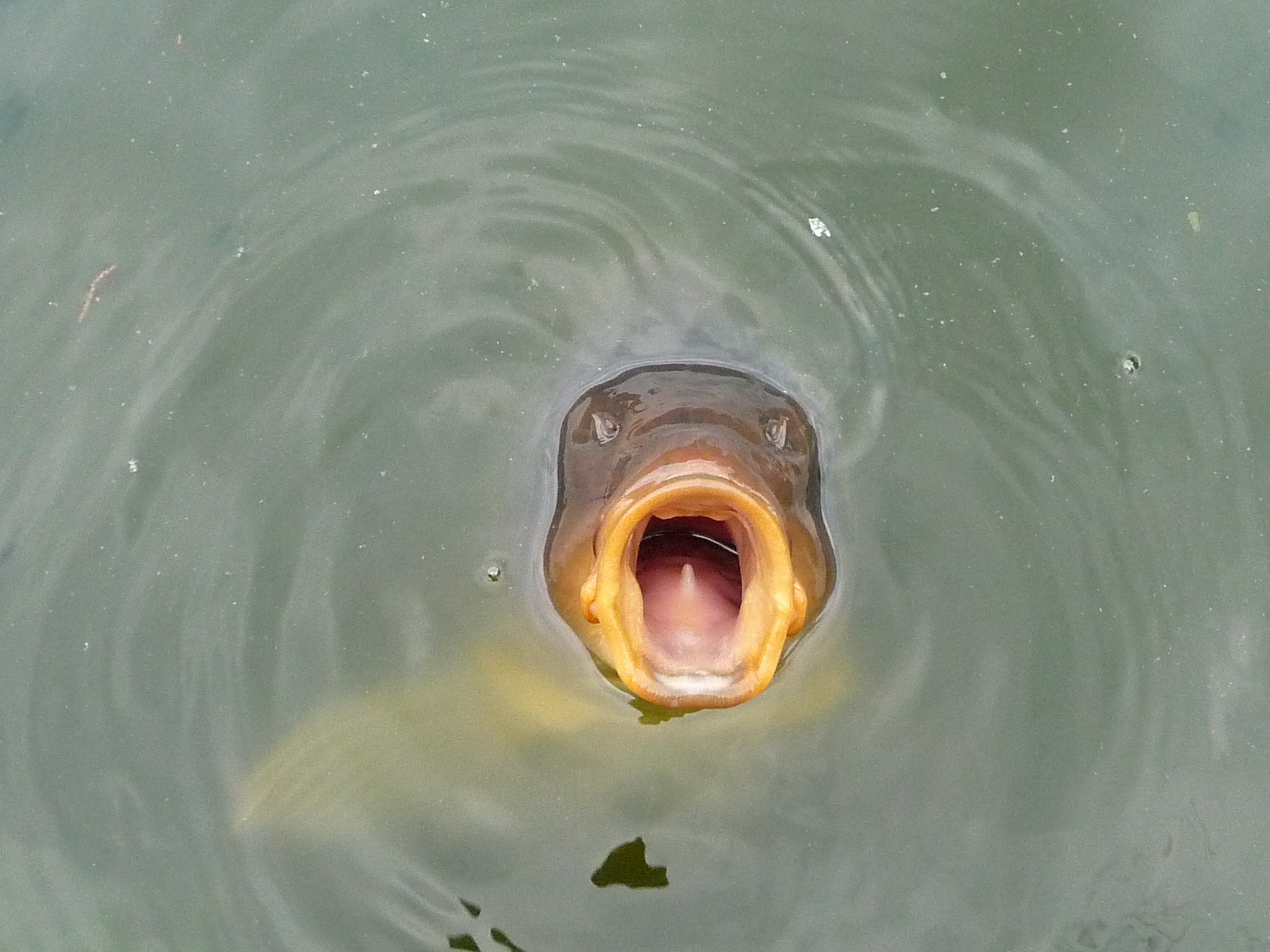
Nach Futter schnappender Karpfen

Es bestehen Hinweise darauf, dass die Römer den Karpfen zuerst domestizierten: Im ersten Jahrhundert n. Chr.  lernten sie die Wildform bei Carnuntum an der Donau kennen, die damals in den riesigen Überflutungsgebieten Ungarns laichte. Von dort transportierten die Römer ihn lebend über Land (in feuchtem Moos oder anderer Feuchtaufbewahrung) und hielten ihn bis zur Zubereitung in Becken. Zur Haltung und späteren Zucht (ab 2. oder 3. Jahrhundert) verwendeten sie immobile piscinae (Fisch-, Schwimmbecken) und mobile bewässerte Fischhälter, sogenannte Bünnen – das sind schwimmende Gefäße, die Einbäumen gleichen. Unabhängig davon können auch Züchtungen in China nicht ausgeschlossen werden, aber die Karpfendomestikation ist im Wesentlichen den Römern zuzuschreiben.
Die Karpfenkultur in festen Fischbecken wurde im Mittelalter fortgeführt. Zunehmend wurden Karpfen in Teichen gehalten. Der Karpfen ist deswegen wesentlicher Bestandteil der Esskultur im Mittelalter. Der Besatz von Teichen mit Karpfen war teils eine Nebennutzung, weil die Teiche vor allem der Wasserrückhaltung dienten, um Mühlen anzutreiben. Wegen der umfangreichen christlichen Speisegebote, die an bis zu 150 Fastentagen keinen Verzehr von Fleisch erlaubten, entwickelte sich eine gezielte Teichwirtschaft, um Süßwasserfische für die Fastenzeit heranzuziehen. Es ist nicht sicher, welche Faktoren dazu beitrugen, dass Karpfen nach dem Jahre 1000 auch in Zentral- und Westeuropa vorkamen. Die Klimaerwärmung in der Übergangsphase vom Früh- zum Hochmittelalter kann dazu beigetragen haben, dass sich diese Fischart natürlich ausbreitete. Der Ethnologe Brian Fagan hält es für wahrscheinlicher, dass Mönche und Nonnen diese Fischart gezielt einführten, um ihre Ernährung während der Fastenzeit abwechslungsreicher zu gestalten. Karpfen gedeihen auch in Wasser mit einem niedrigen Sauerstoffgehalt und sind daher prädestiniert für eine Zucht in flachen Teichen. Einzelne Klöster und Adelige besaßen zum Teil sehr weitläufige Teichwirtschaften, in denen diese Fische für die Fastenzeit herangezogen wurden. Die Spuren dieser Teichanlagen prägen bis heute Teile der europäischen Landschaft und sind Indiz für die Bedeutung von Süßwasserfischen in der mittelalterlichen Ernährung. So finden sich beispielsweise in der Umgebung des Klosters Maulbronn noch die Spuren von rund einem Dutzend großer Fischteiche. Die 400 Quadratkilometer an Teichanlagen rund um das böhmische Třeboň, deren Anlage im Mittelalter begann, dienen bis heute der Karpfenzucht. Eines der größten deutschen Fischzuchtgebiete befand sich im Neiderland / niederschlesische Bartsch-Niederung um Militsch-Trachenberg.

### Heutige Verbreitung der Karpfenzucht
In Deutschland gibt es zahlreiche Karpfenzuchtbetriebe, besonders in der Oberlausitz nördlich von Bautzen, in Franken im Aischgrund (Landkreis Neustadt an der Aisch-Bad Windsheim, Landkreis Erlangen-Höchstadt), in der mittleren Oberpfalz im Landkreis Schwandorf und im Landkreis Amberg-Sulzbach, im Oberpfälzer Stiftland (Landkreis Tirschenreuth) sowie in Peitz, unweit von Cottbus und in Reinfeld in Holstein.
Das größte für die Karpfenzucht wirtschaftlich genutzte Teichgebiet Europas ist die Oberlausitzer Heide- und Teichlandschaft, deren 335 Teiche fast zehn Prozent der 30.000 Hektar einnehmen. Der größte Karpfenteich (Schwarzenberg-Teich mit 260 ha Fläche) liegt im südböhmischen Karpfenteichgebiet bei Třeboň (deutsch: Wittingau). Dieses Gebiet hängt geografisch mit dem österreichischen Teichgebiet im Waldviertel zusammen. Wichtige österreichische Karpfengebiete liegen ferner in der südlichen Steiermark und im südlichen Burgenland.
Größere Bedeutung hat die Karpfenteichwirtschaft in Polen, Ungarn, Slowenien und Kroatien sowie in Israel und weiten Teilen Asiens.
Lediglich in Australien ist das Züchten und Aussetzen von Karpfen gesetzlich verboten. Dort wird versucht, den Karpfen als Schädling der einheimischen Fauna durch ein Programm auszurotten, bei dem genetisch veränderte Karpfen ausgesetzt und in die verwilderten Populationen eingekreuzt werden. Dadurch sollen letztlich alle Karpfen männlich bleiben (wie sie es von Natur aus im Brütlingsstadium sind) und den Entwicklungsschritt zur Umwandlung in weibliche Tiere nicht mehr vollziehen können.

### Karpfen als Wappentier
Der Karpfen ist das Wappentier mehrerer Städte und Gemeinden, die eine lange Geschichte der Karpfenzucht aufweisen können.

Adelsdorf
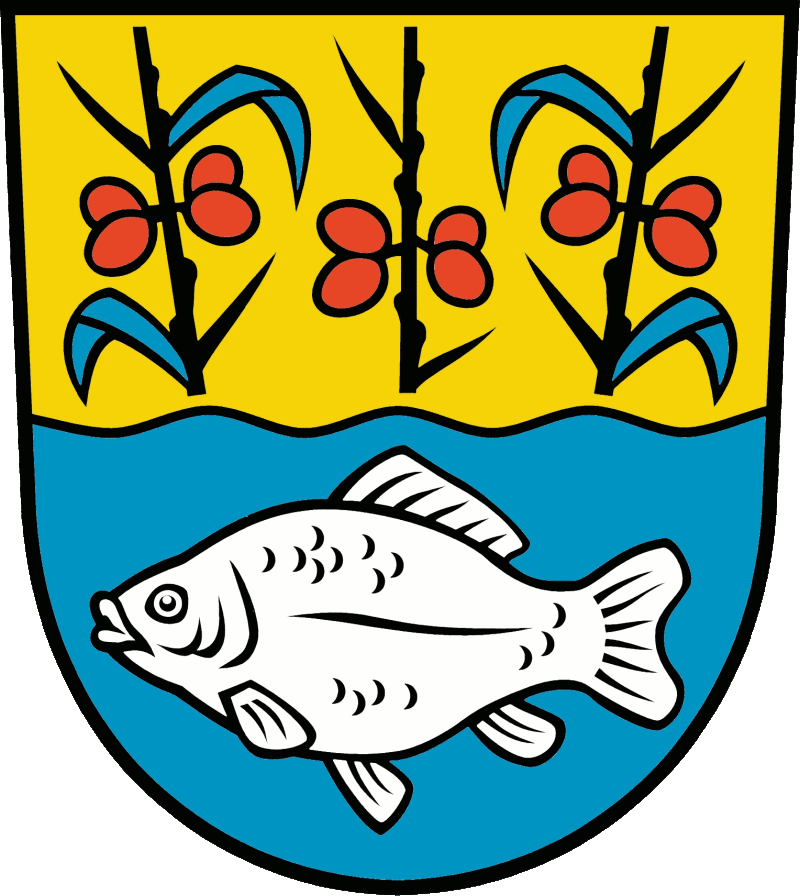
Brieskow-Finkenheerd
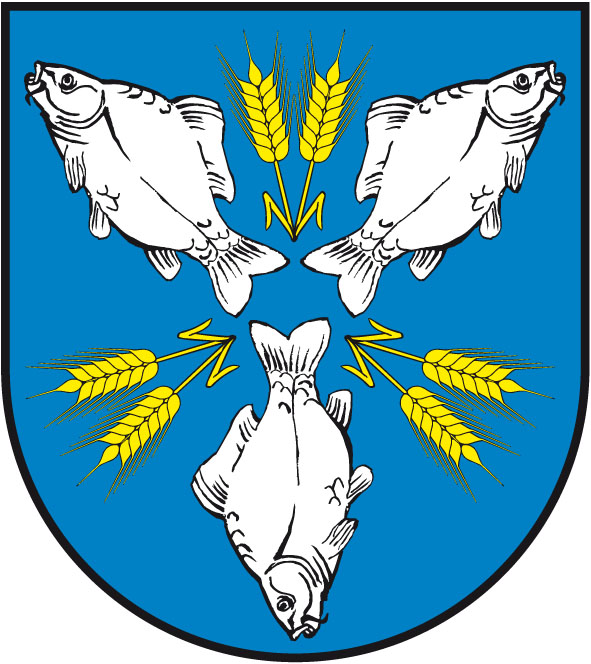
Deetz
Hausen ob Verena
Heilshoop
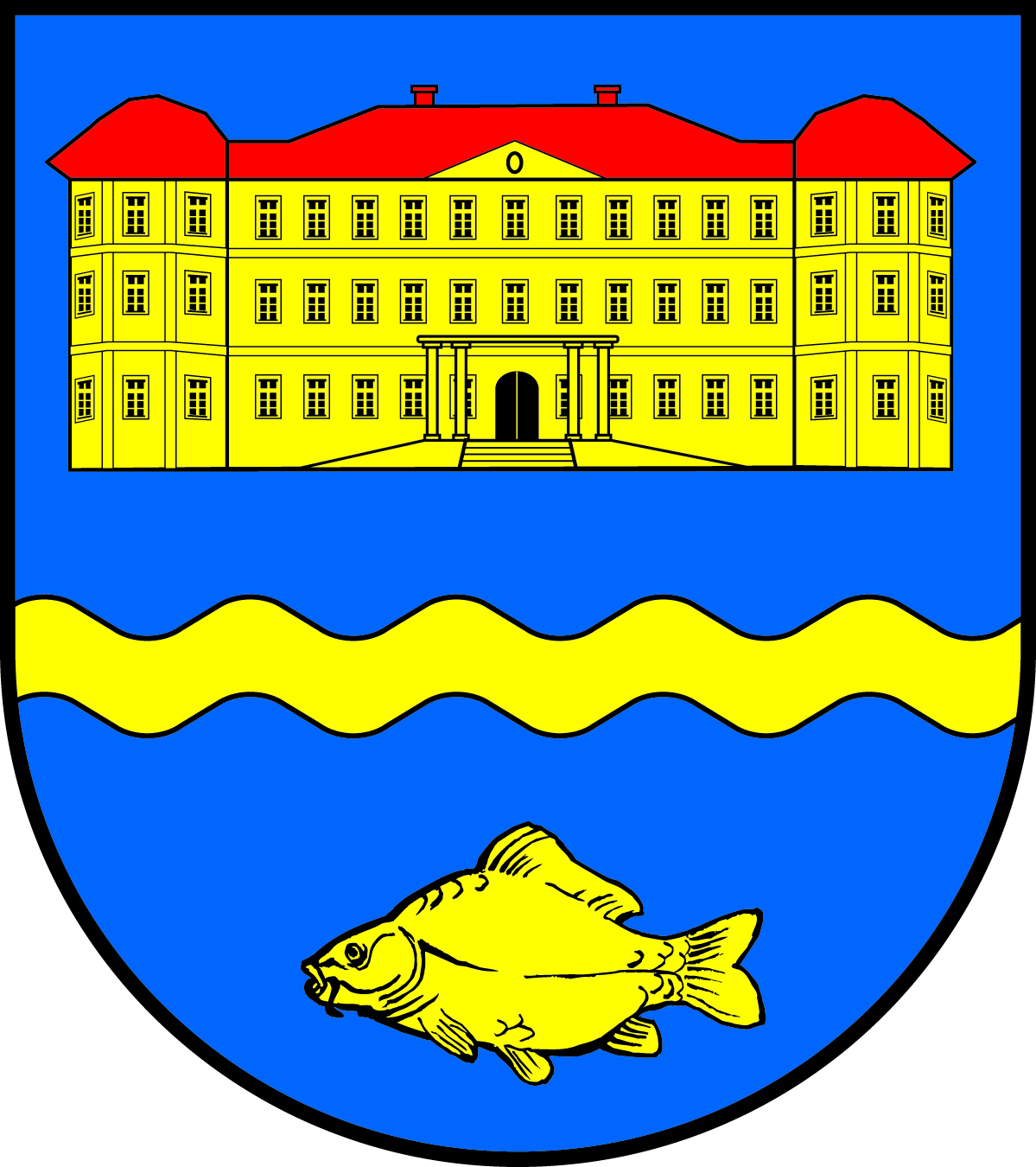
Kreba-Neudorf
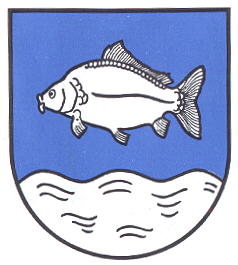
Leiferde
Mühlenrade
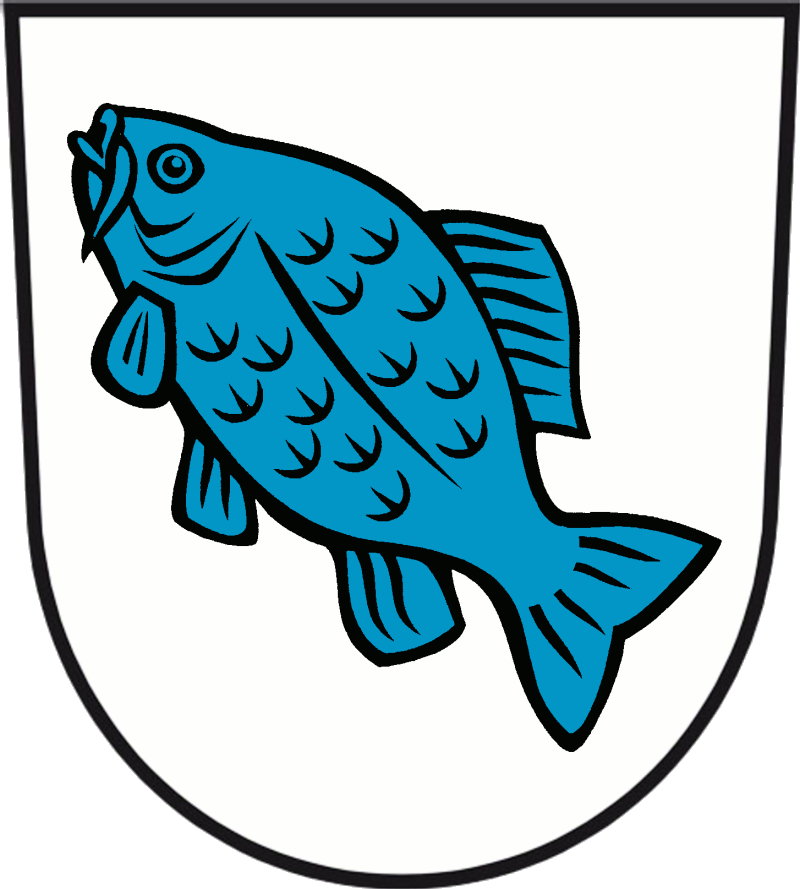
Nauen
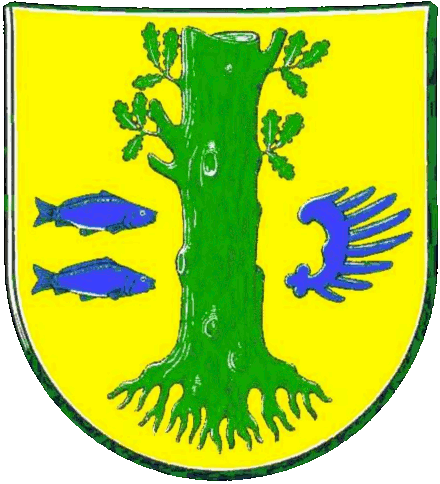
Amt Nortorfer Land
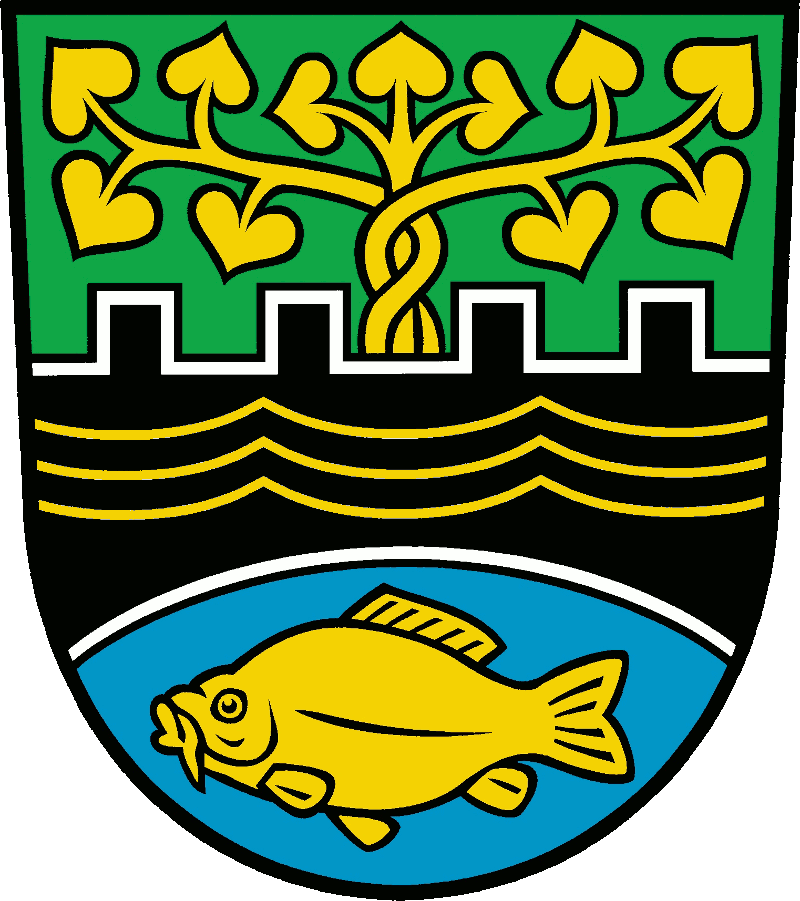
Amt Peitz
Reinfeld (Holstein)
Röttenbach (bei Erlangen)
Schwarzenfeld
Teupitz
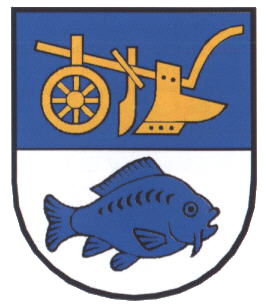
Tömmelsdorf
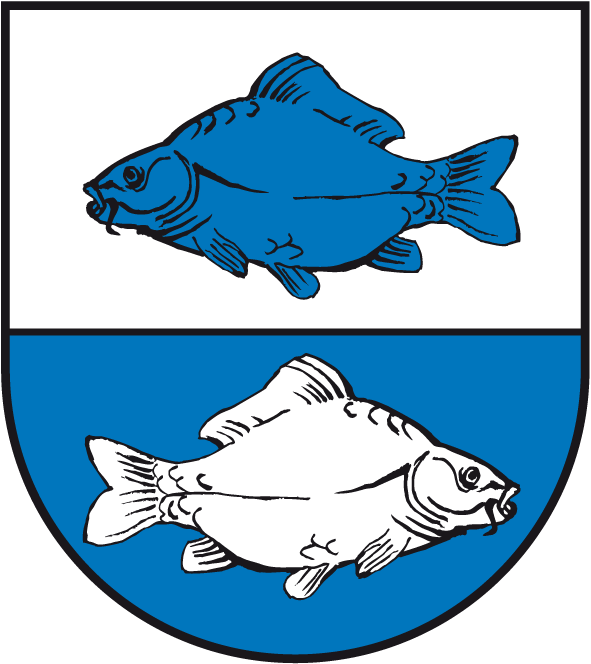
Wallendorf (Luppe)
Westerau

### Karpfenstein
Der Karpfenstein ist die Kauplatte des Fisches und hat den anatomischen Sitz zwischen der Vertiefung des Hinterhauptknochens und dem ersten Rückgratwirbel des Karpfens. Es ist ein knorpelartiger Knochen, der als Karpfenstein bezeichnet wird (lapis carpionis). Der Karpfenstein ist gewölbt, etwas linsenförmig, dreieckig und hart. Die Farbe ist hell bis grau. Schöne Stücke von nicht zu alten Karpfen können poliert und zu Ketten verarbeitet werden. Im Mittelalter kursierte das Gerücht, nur manche Karpfen hätten einen Karpfenstein, weswegen sich um den Stein eine Aura rankte, man schrieb dem Stein eine heilende Wirkung und magische Kräfte zu. Dazu wurde der Karpfenstein zerrieben und das Pulver unter das Essen gemischt. Als Amulett um den Hals getragen sollte der Stein vor Krankheit und Verderben schützen. Einen ähnlichen Hintergrund hat der Glaube, einen Karpfenstein des Silvesterkarpfens in die Geldbörse zu legen bewirke, dass man ganzjährig Geld zur Verfügung habe.

### Karpfen als Speisefisch

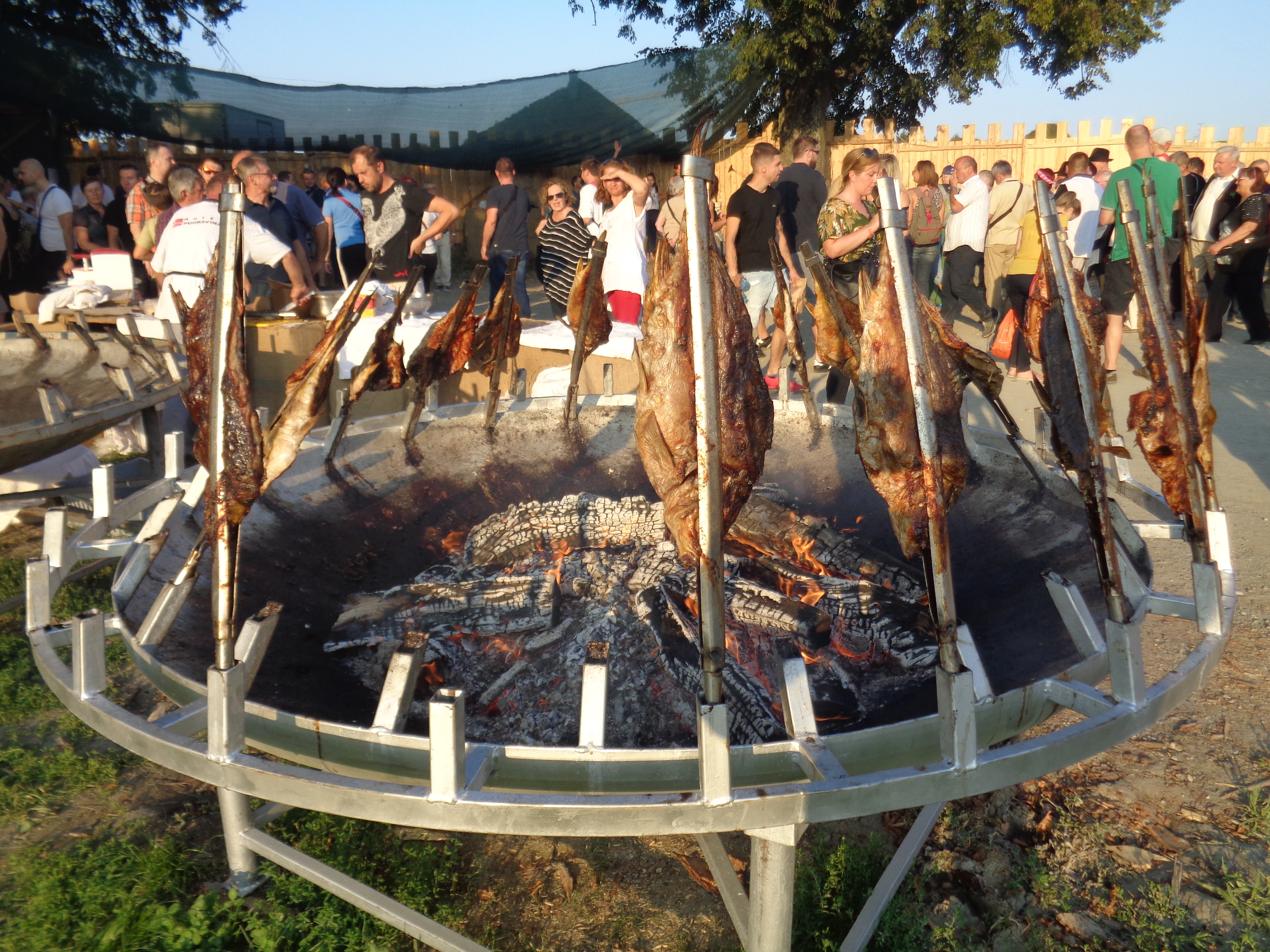
Karpfen auf dem Bratspieß (Nordkroatien)

Karpfen sind beliebte Speisefische, in Deutschland und Österreich insbesondere zu Weihnachten und Silvester. Ein großer Teil der Produktion aus der Teichwirtschaft geht deshalb in den Markt für Speisefische. Einen wesentlichen Anteil hat die Erzeugung von Satzfischen für die Angelfischerei in freien Gewässern.
Der Karpfen ist vor allem in Böhmen und dem angrenzenden österreichischen Waldviertel, besonders zu Weihnachten ein begehrter Speisefisch (Weihnachtskarpfen) – für manche Tschechen ist eine Weihnacht ohne Karpfenessen nach wie vor undenkbar. Er wird lebend verkauft, erst zu Hause geschlachtet und meist paniert und mit Zitrone serviert. Es sind auf den Speisekarten tschechischer Gasthäuser fünf bis zehn verschiedene Zubereitungen angeboten, zum Beispiel gekocht in Gewürzsud, gegrillt, scharf mit Paprikagemüse.
2024 wurde die Karpfen-Teichwirtschaft im Waldviertel in die Liste der Globally Important Agricultural Heritage Systems der FAO aufgenommen.
In Deutschland ist unter anderem in Franken eine Hochburg des Karpfens. Die „Aischgründer Karpfen“ sind eine bekannte Spezialität der Gegend. Hier wird der Karpfen einschließlich Kopf und Flossen längs in zwei Hälften gespalten, in Mehl gewendet und in schwimmendem Fett gebacken („Karpfen fränkisch“). Dabei sind die Flossen knusprig essbar. Ein weiteres typisches fränkisches Gericht ist Karpfen in Biersoße.
In Schleswig-Holstein und der Lausitz ist gekochter Karpfen (Karpfen blau) ein beliebtes Gericht zu Silvester.
Wie Muscheln wird Karpfen in den Monaten mit r gegessen, also von September bis April. Zwar ist Karpfen heute auch außerhalb dieses Zeitraums verfügbar, doch diese Tradition wird größtenteils beibehalten.
In Deutschland und Österreich wird versucht, den größten Nachteil des Karpfens, seine enorm vielen Zwischenmuskelgräten, mit besonderen Zubereitungsmethoden wie dem „Schröpfen“ genannten seitlichen Einschneiden zu umgehen. Neuartige Vermarktungsformen ähnlich wie bei Fischstäbchen werden versucht. Der Erfolg ist mäßig.
Der Geschmack des Fisches selbst ist auch unter Gourmets umstritten. Manche nennen ihn strohig oder schlicht fade. Andere schätzen dagegen sein „nussiges“ Aroma. Geschmack und Konsistenz des Karpfens hängen stark von den Haltungsbedingungen und der verwendeten Zufütterung ab (Getreide, Mais, Soja, Pelletfutter). Wichtig ist neben der richtigen Zubereitung die Wasserqualität in den letzten Tagen vor dem Töten des Tieres. Wird der Fisch direkt aus dem Ursprungsgewässer heraus zubereitet, schmeckt er oft strohig oder schlammig. Der Fisch muss daher zuvor in frischem Wasser gehalten werden. Das Entfernen der Kiemen wird empfohlen, da sich besonders in diesen Schlamm anlagert und so den Geschmack des Gerichtes negativ beeinflussen kann.
Berüchtigt ist eine verbreitete unangenehme schlammig-erdige Geschmacksbeeinträchtigung, das Mooseln oder Letteln, in Österreich Grundeln genannt. Sie entsteht, wenn die Fische bestimmte Blaualgen aufnehmen, welche das so genannte Geosmin enthalten. Es handelt sich dabei um die Teichschwingalge Oscillatoria limnetica oder deren Gattungsverwandte, die bei Überdüngung der Teiche mit Phosphat flächig am Grund wachsen, wo die Karpfen typischerweise ihre Nahrung suchen. Deshalb werden Karpfen meist etwa zwei Wochen ohne Zufütterung in frischem Wasser gehalten („ausgewässert“), damit sie diesen Beigeschmack möglichst verlieren.
Karpfen weist hohe Anteile an Proteinen und Fett auf. Er ist, wie die meisten Fischarten, vor allem reich an Vitamin B12 und Vitamin D. Daneben kommen auch noch einige weitere B-Vitamine in nennenswerter Menge vor.
| 100 g Karpfen (roh) enthalten durchschnittlich: |        |       |        |            |            |            |            |             |           |
| Energie                                         | Wasser | Fett  | Eiweiß | Vitamin B1 | Vitamin B3 | Vitamin B5 | Vitamin B6 | Vitamin B12 | Vitamin D |
| 532 kJ (127 kcal)                               | 76,3 g | 5,6 g | 17,8 g | 0,12 mg    | 1,64 mg    | 0,75 mg    | 0,19 mg    | 1,53 µg     | 24,7 µg   |

### Karpfen in der Sportfischerei

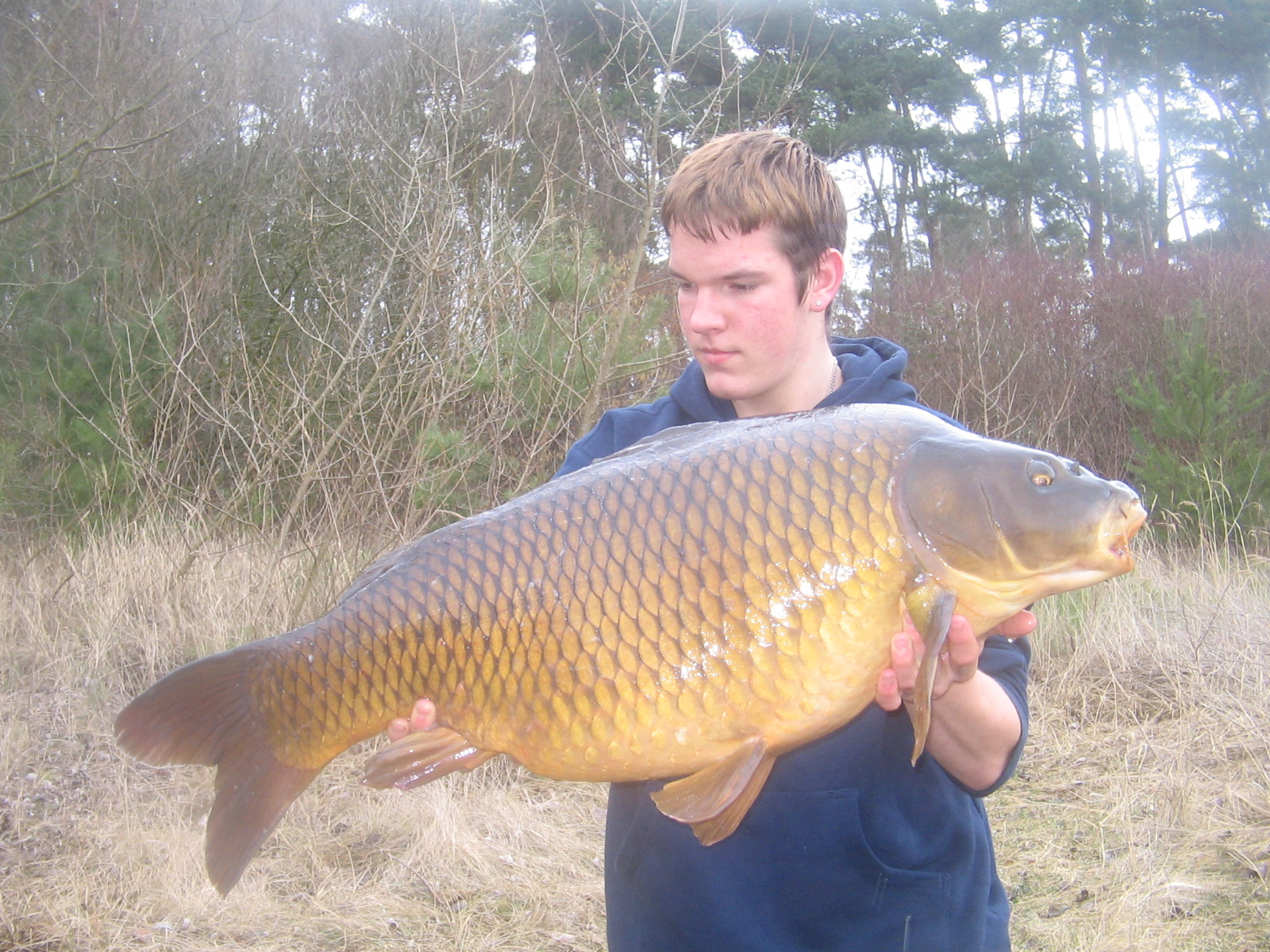
Kapitaler Schuppenkarpfen

Der Karpfen ist sehr beliebt bei Anglern, da er ein starker Kämpfer ist, sehr groß wird und sich durch Boilies sehr selektiv beangeln lässt. Das Karpfenangeln hat sich in der letzten Zeit zu einem bedeutenden Zweig der Angelfischerei entwickelt, dem viele, vor allem jüngere Angler nachgehen. Dabei gelten Fische (je nach Gewässer) von über 10 bis 15 Kilogramm als bemerkenswerter Fang. Der Weltrekord für Spiegelkarpfen wurde im Jahr 2015 am Euro Aqua See in Ungarn aufgestellt, er liegt bei 48 Kilogramm bei einer Länge von 125 Zentimetern. Der neue Weltrekordschuppenkarpfen mit einem Gewicht von 45,5 Kilogramm wurde 2013 im französischen „Etang de Saussaie“ gefangen. In der Karpfenangelei ist es verbreitet, den Fang wieder auszusetzen. Dieses Catch and Release steht im Konflikt mit dem Tierschutzgesetz, da hier einem Wirbeltier ohne vernünftigen Grund Leiden zugefügt wird. Offiziell dürfen Fische nur in Übereinstimmung mit dem Hegeziel (beispielsweise gefährdeter Bestand) und dem Tierschutzrecht zurückgesetzt werden.
Karpfenangeln gilt als nicht einfach, da es beachtlicher Erfahrung und Gewässerkenntnis bedarf, um besonders große Exemplare zu fangen. Sind junge, hungrige Setzkarpfen im Frühjahr ab 8 °C Wassertemperatur relativ einfach zu fangen, so ist für scheue und vorsichtige Großkarpfen oft eine andere Strategie nützlich. Karpfenangeln beginnt mit der intensiven Beobachtung des Gewässers zu verschiedenen Tages- und Jahreszeiten auf Karpfenspuren, wie zum Beispiel Bläschenentwicklung durch gründelnde Karpfen am Gewässergrund oder zitternde Schilfhalme durch Berührungen mit Karpfen. Besonders verdächtige Stellen sind Schilfkanten, Seerosenfelder, verkrautete Gewässerteile, Inseln, Landzungen, versunkene Bäume, überhängende Äste etc. Sandbänke, Plateaus, Muschelfelder und Scharkanten werden durch Ausloten (Lotblei oder Echolot) entdeckt. Danach beginnt die mehrtägige Periode des Anfütterns (wie Boilies, Brot, Hartmais, Partikel, Tigernüsse, Kichererbsen, oder gequollener Weizen) zu einer bestimmten Tageszeit über mehrere Tage hinweg, um Karpfen an den Köder oder an den Platz zu gewöhnen.
Vor der Boilie-Ära wurden Karpfen mit Kartoffeln, speziell aromatisierten Teigen aus Paniermehl, Maismehl, Haferflocken etc., Dosenmais, Mist- oder Tauwürmern auf Grund- oder Posenangel gefangen.
Allerdings brachte Boilieangeln mit der unverdächtigen Haarmethode immer größere Karpfenfänge, selbst aus überfischten Gewässern.
Bei der Haarmethode ist der Köder durch ein „Haar“ (sehr feine Schnur) mit dem Haken verbunden, so dass ein vorsichtiger Großkarpfen den unverdächtigen Köder und damit den Haken miteinsaugt. Beim Gründeln und Durchwühlen des Gewässergrundes ignorieren größere Karpfen einen schwereren Köder mit Haken, der nicht mit hochgewirbelt wird.
Teilweise wurde auch schon in klaren Gewässern beobachtet, dass Karpfen versuchen, den Köder vom Haken vorsichtig abzuzupfen.
In den warmen Sommermonaten stehen Karpfen regelmäßig an der Wasseroberfläche, meist unter überhängenden Ästen von Bäumen und können zum Beispiel mit Schwimmbrot überlistet werden. Auch mit dieser Methode sind bemerkenswerte Fänge von über 20 Kilogramm möglich. Die scheuen Karpfen ziehen sich häufig in schwer zugängliche Gewässerabschnitte zurück: stark verkrautete Buchten, Seerosenfelder, versunkene Bäume oder überschwemmtes Unterholz, wo sie kaum noch zu fangen sind. Gehakte Tiere versuchen, sich mit aller Kraft in unzugänglichen Zonen in Sicherheit zu bringen, wobei schwerere Tiere beachtliche Kräfte aufbringen können, weshalb Schnüre mit über 10 Kilogramm Tragkraft ein Muss sind.